# غزل (حرفة)
الغَزْلُ
في اللغة العربية

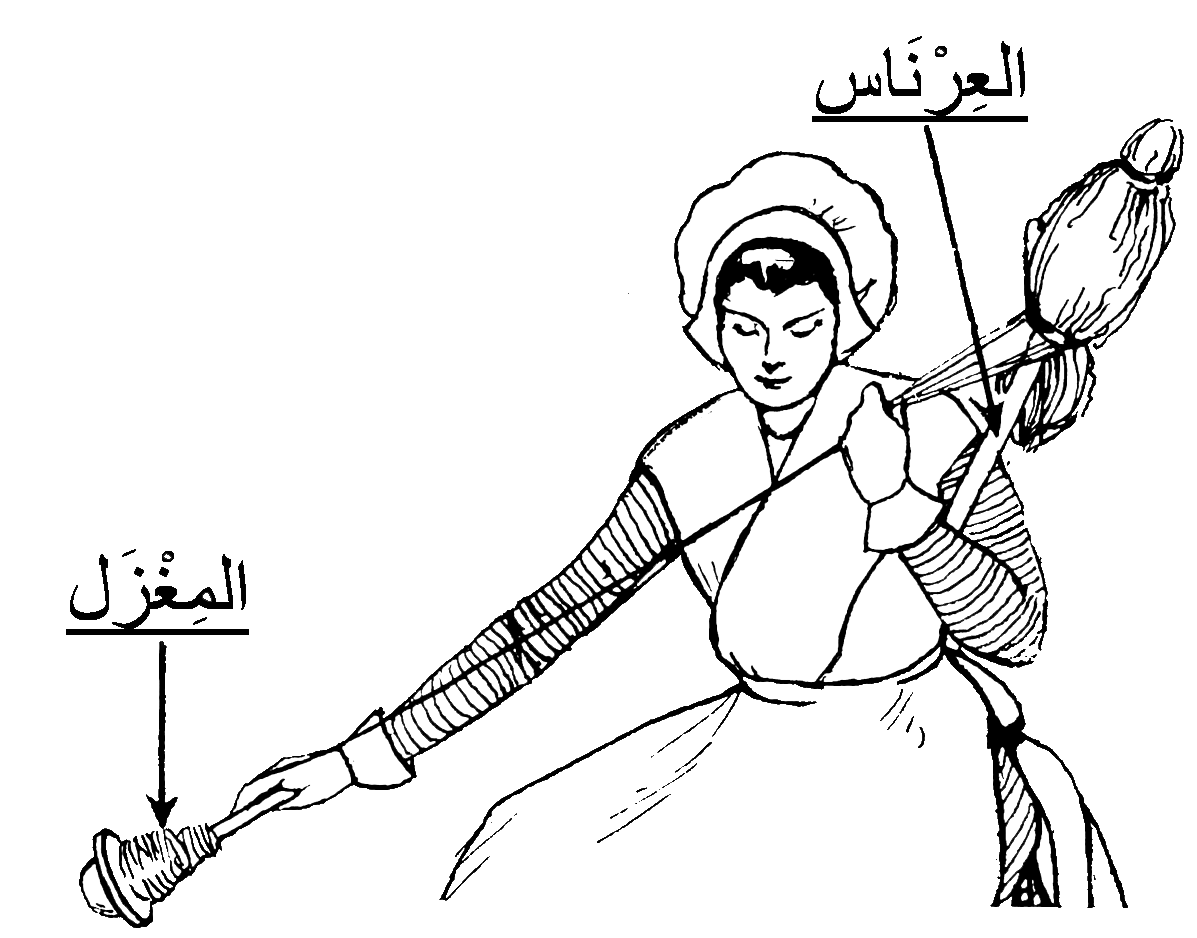
طريقة الغزل قديما باستخدام المغزل والعرناس.

غَزَلَتِ الصُّوفَ أو القطن: فَتَلَتْهُ خُيُوطاً بِالْمِغْزَلِ.
(المَغْزِلُ): مكان الغَزْل. (ج) مَغَازِلُ.
المِغْزَلُ: ما يُغْزَل به الصوفُ والقطنُ ونحوُهما، يَدَوِيّاً أو آليّاً.
والمُغَيْزِل مُصغَّرةً حبلٌ دقيق
تعريف الغزل

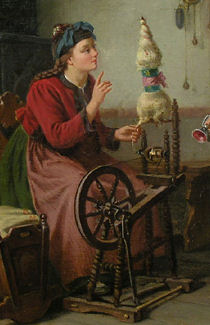
دولاب الغزل

الغزل هو حرفة قديمة قدم النسيج يتم فيها فتل الألياف الطبيعية أو الاصطناعية مع بعضها لتشكل خيطا، أو حبلا. وقديما ولعدة آلاف من السنين، غزلت الألياف باليد باستخدام أدوات بسيطة كالمغزل وفلكة المغزل وهي قطعة مستديرة من الخشب تُجعل في أعلى المغزل وتثبت الضِّارَةُ من فوقها وعود المغزل من تحتها ومن العِرْنَاسِ وهو قضيب أو شعبة من خشب ونحوه، تُجعل عليه سبائخ القطن والغزْل. وقد استخدم دولاب الغزل في نهايات العصور الوسطى فازداد الإنتاج، وتم الإنتاج الكمي فقط بعد القون الثامن عشر مع بدايات الثورة الصناعية.
خصائص الخيوط المغزولة تتفاوت بناء على المواد الخام المستخدمة، وطول الألياف، وتوازيها، وكمية الألياف المستخدمة، ودرجة الفتل.
الغاية من مرحلة الغزل:
إن الحصول على الخيط من آلات الغزل يعتبر المرحلة النهائية في العملية التكنولوجية التي تهدف إلى تحويل شعيرات البولي استر إلى خيوط.
الهدف من هذه المرحلة:
إن الهدف من مرحلة الغزل هو الحصول من المبروم أو شريط السحب إلى المنتج النهائي لقسم الغزل ألا وهو الخيط، الذي يتصف بصفات محددة (نمرة، قوة شد، انتظامية، عدد البرمات،...إلخ). يتلخص جوهر عملية الغزل في أن المبروم على آلة الغزل يتم سحبه وترفيعه حتى النمرة المطلوبة وبعدها يتم إعطاؤه برمات معينة لتكسبه المتانة اللازمة ويتحول بذلك إلى خيط يتم لفه على ماسورة، ثم يتم نقله إلى مرحلة لف الكون (الاسطوانات)، ثم فيما بعد إلى المراحل اللاحقة كالنسج أو الحياكة ثم الخياطة.

## خصائص الخيط المغزول

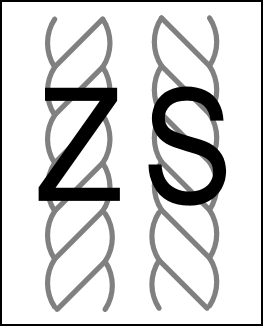
برم يمين، وبرم شمال

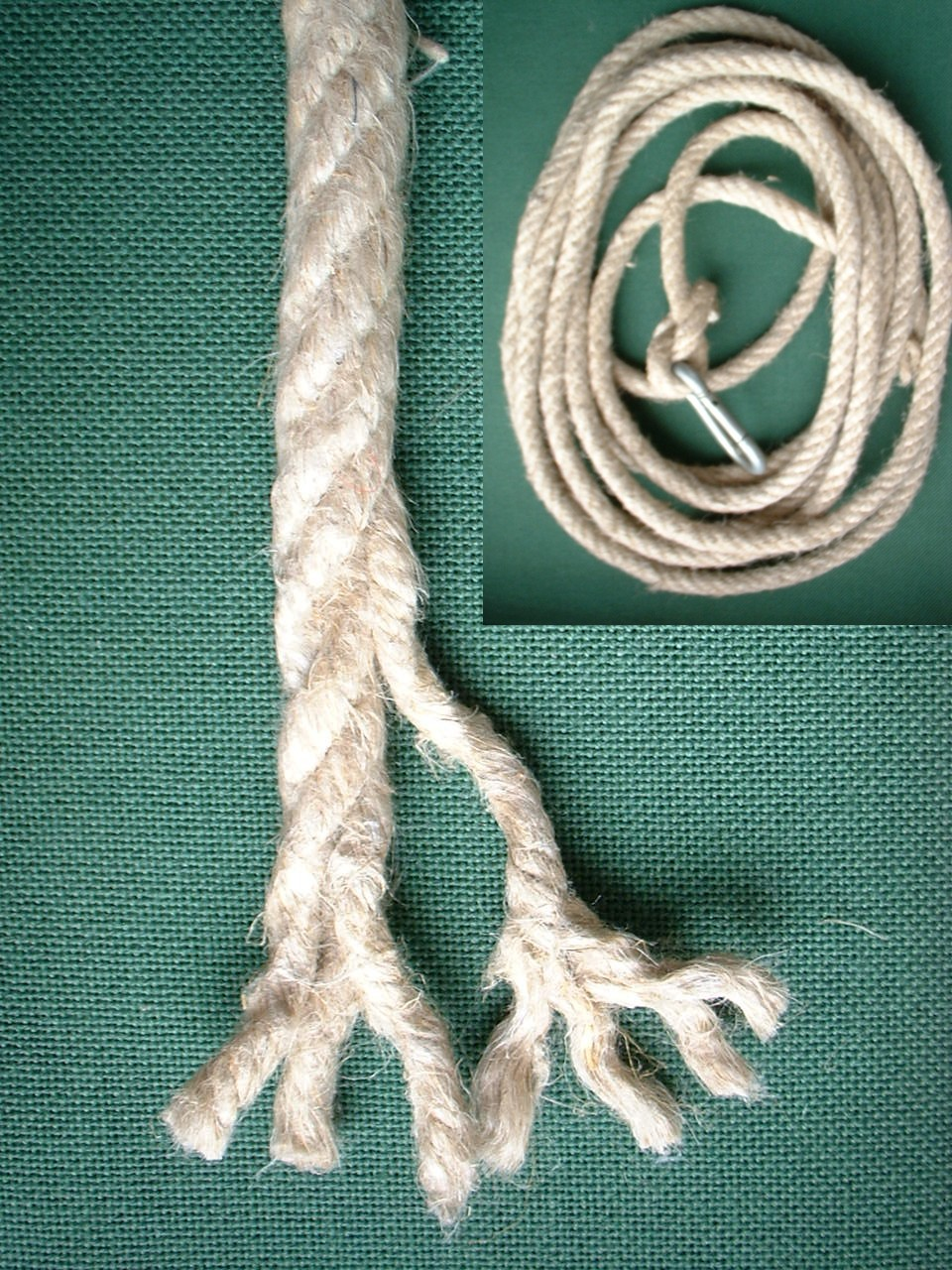
كبل مبروم من عدة خيوط أدق

المواد : يمكن للخيوط أن تغزل من تنوع كبير من المواد، تتضمن الألياف الطبيعية والألياف الاصطناعية.
البرم والزوي : زوَى الشيءَ أي منعهُ وجمعهُ وقبضهُ. وبَرَمَ الحبلَ: فتله من طرفين أو جعله طاقين.
والبرم هو الشكل الحلزوني لمكونات الخيط، أو عدد اللفات في وحدة الطول حول المحور لشعيرة أو لخيط أو لحبل. يعبر عنه بعدد البرمات في المتر الواحد أو البوصة الواحدة بالنسبة للخيوط، وبزاوية البرم أو الجدل بالنسبة للحبال. والخيوط تتميز باتجاه البرم: برم يمين (برم Z) وبرم شمال (برم S).
يمكن برم خيطين مع بعضهما لتشكل خيطا أثخن وتسمى هذه العملية بالزوي. والخيوط المغزولة يدويا تكون برم يمين، ثم يتم زويها مع بعض ببرم شمال.
طرق الزوي : يمكن أن تتألف الخيوط من زوي خيطين أو أكثر مبرومة مع بعضها. تعطي طرق الزوي خصائصا وأشكالا جميلة للخيوط.

### تأثير البرم على خواص الخيوط والأقمشة المصنوعة منها
يمكن للخيوط أن تكون قليلة أو متوسطة أوعالية البرم. والبرم المعدوم يكون بحدود (1-4)برمة/بوصة، والبرم المنخفض يكون بحدود (6-12) برمة/بوصة، والبرم المتوسط يكون بحدود (20-25) برمة/بوصة، أما البرم العالي يكون بحدود (40-80) برمة/بوصة.
بازدياد البرم تصبح بنية الخيوط متراصة أكثر، مما ينقص من قياس الخيط (نمرة)، ويزيد من متانة الخيوط حتى حد معين (20 برمة/بوصة)، وبعدها لا تؤثر زيادة عدد البرمات على متانة الخيط، حتى الوصول إلى (40 برمة/بوصة) حيث تتناقص المتانة وتتحول إلى قوى قص تحطم الألياف. كما أن زيادة البرم تزيد من مقاومة الاهتراء. كما تؤدي زيادة البرم إلى نقصان امتصاصية الألياف، حيث تتناقص كمية المساحة الجانبية للألياف المتوفرة لامتصاص الماء، وتنقص كمية الماء المحتمل احتوئها بين الألياف، وتنقص سماحية القماش لمرور بخار الماء. كما تنقص العازلية الحرارية بسبب تقلص حجم الفراغات الهوائية الميتة بين الألياف التي تعمل كعازل حراري.

## المواد المستخدمة في صناعة الغزل

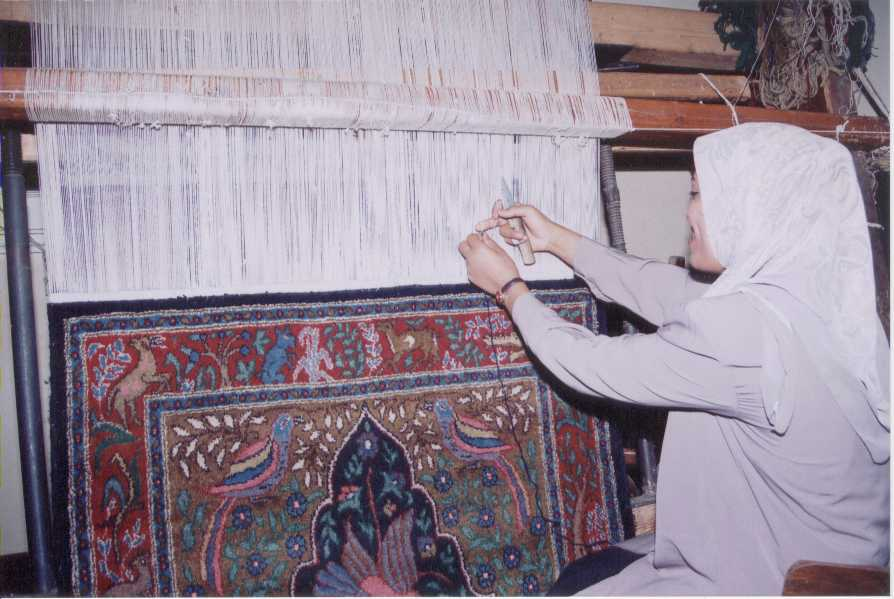
صناعة السجاد في أسيوط

تقسم المواد المستخدمة في صناعة الغزل حسب مصدر هذه المواد إلى:
- مواد طبيعية: وتقسم إلى:

مواد نباتية:
من الألياف المتعلقة ببذرة القطن، وتسمى ألياف القطن.
لحائية: من ساق النبات، مثل الكتان والقنب والجوت.
مواد حيوانية: صوف، حرير.
مواد معدنية: أسبست، ذهب، نحاس.
- مواد تحويلية: وهي في الأصل مواد طبيعية قام الإنسان بتحويلها إلى شكل آخر باستخدام مواد كيميائية ومعالجات فيزيائية مثل الفيسكوز، الأسيتات.
- مواد اصطناعية: تنتج من المواد البترولية مثل بوليستر، النايلون، البولي إيثيلين.

## أنواع آلات الغزل
حسب نوعية الخيط المنتج هناك نوعان من آلات الغزل الإنتاجية:
- آلات الغزل الحلقي: وهي الأكثر رواجًا، وخيوطها الأكثر استعمالًا، وقابلية السحب فيها عالية، حيث أنها تنتج خيوطاً من نمر مختلفة وخاصة الرفيعة منها، ويكون خيطها المنتج متيناً وذا قوة شد عالية.
- آلات غزل الطرف المفتوح: التي يتم فيها سحب شريط السحب وفتله في حجرة تتألف من جزء ثابت والآخر متحرك (روتر) يدور بسرعات عالية وتتعرض فيها الشعيرات إلى قوى أيروديناميكية، والخيوط الناتجة عن هذه الآلات نمرها غليظة وبرماتها قليلة، وهي تستخدم بشكل خاص لقماش الجينز.

## معرض صور

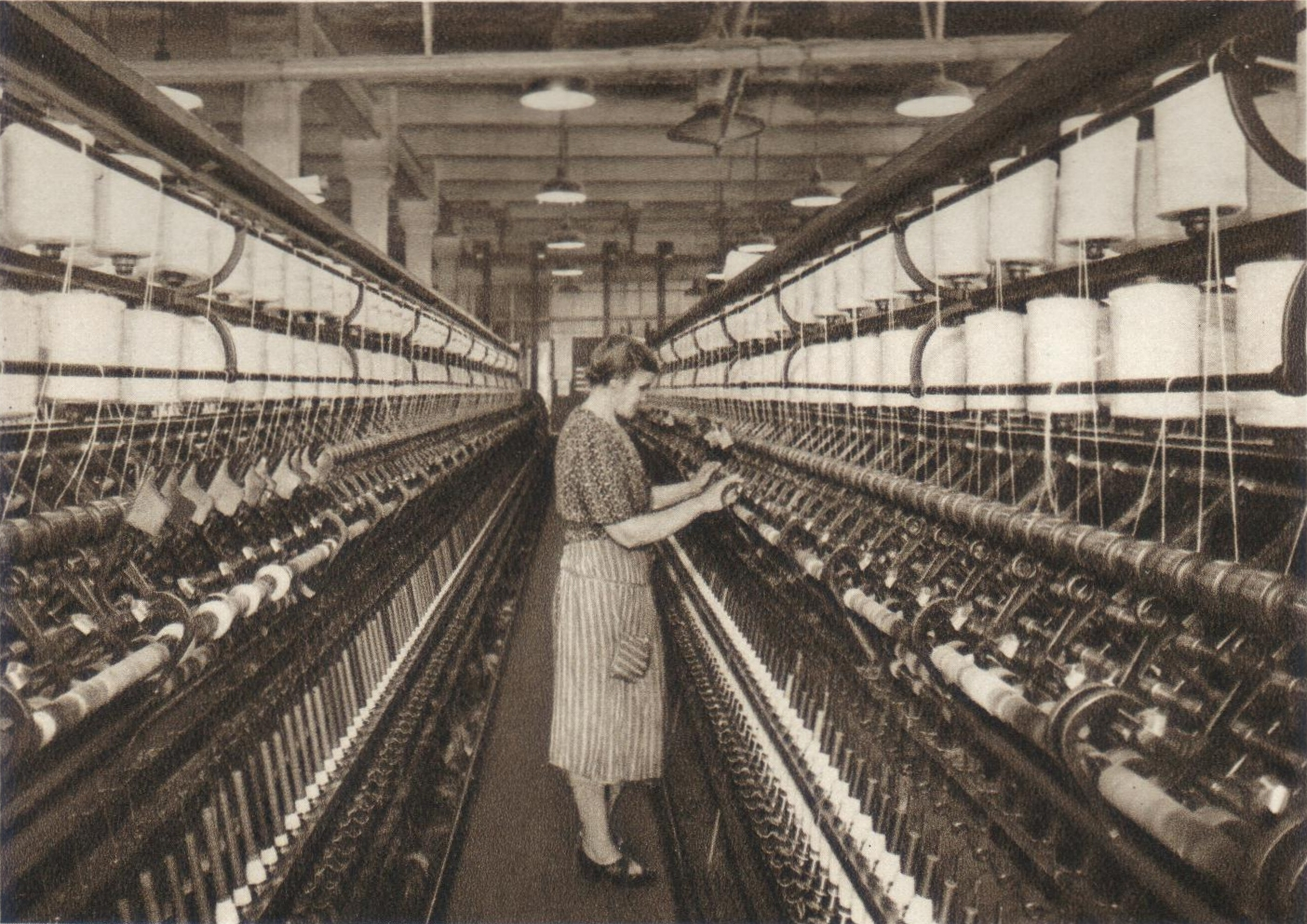
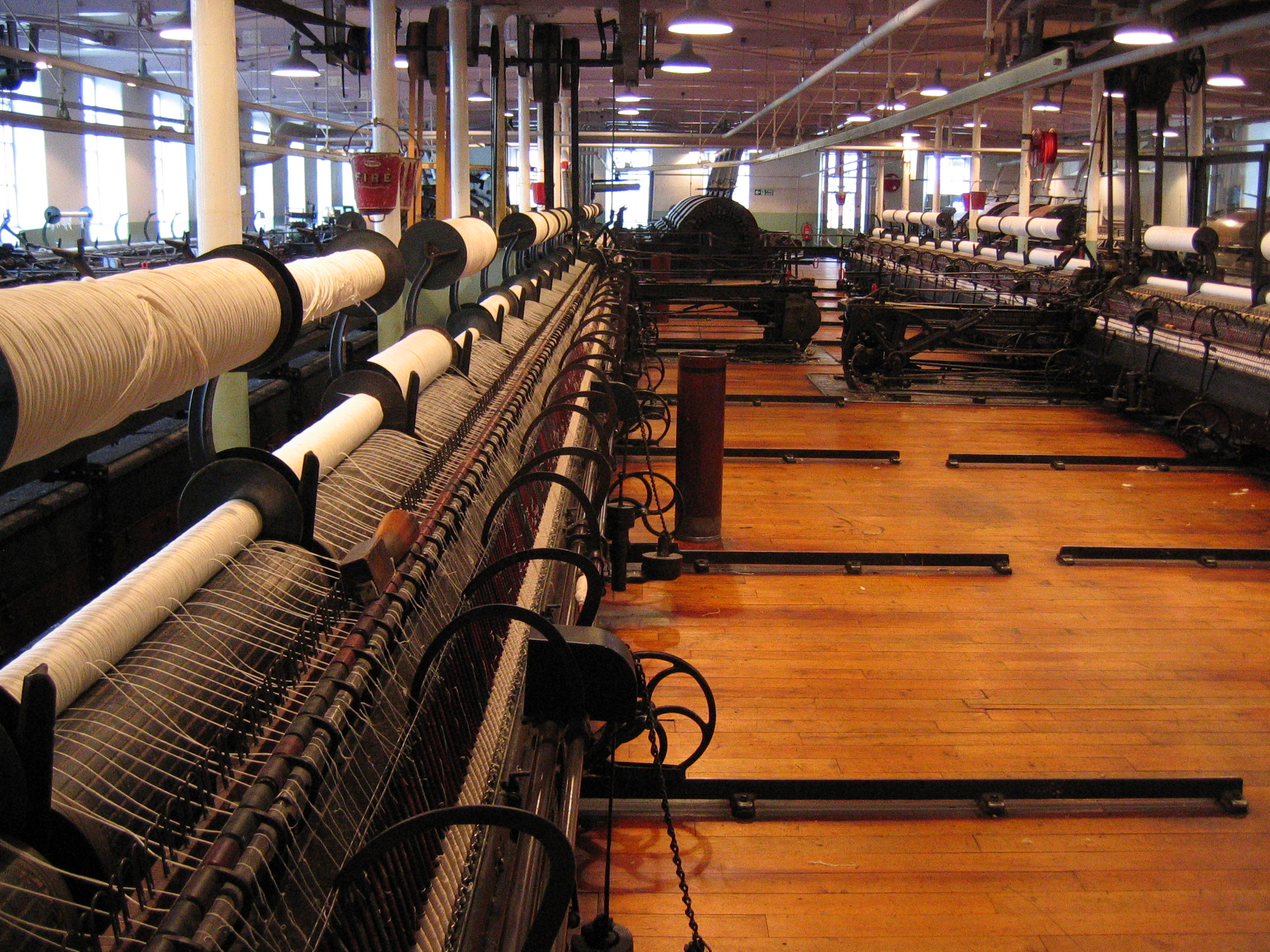
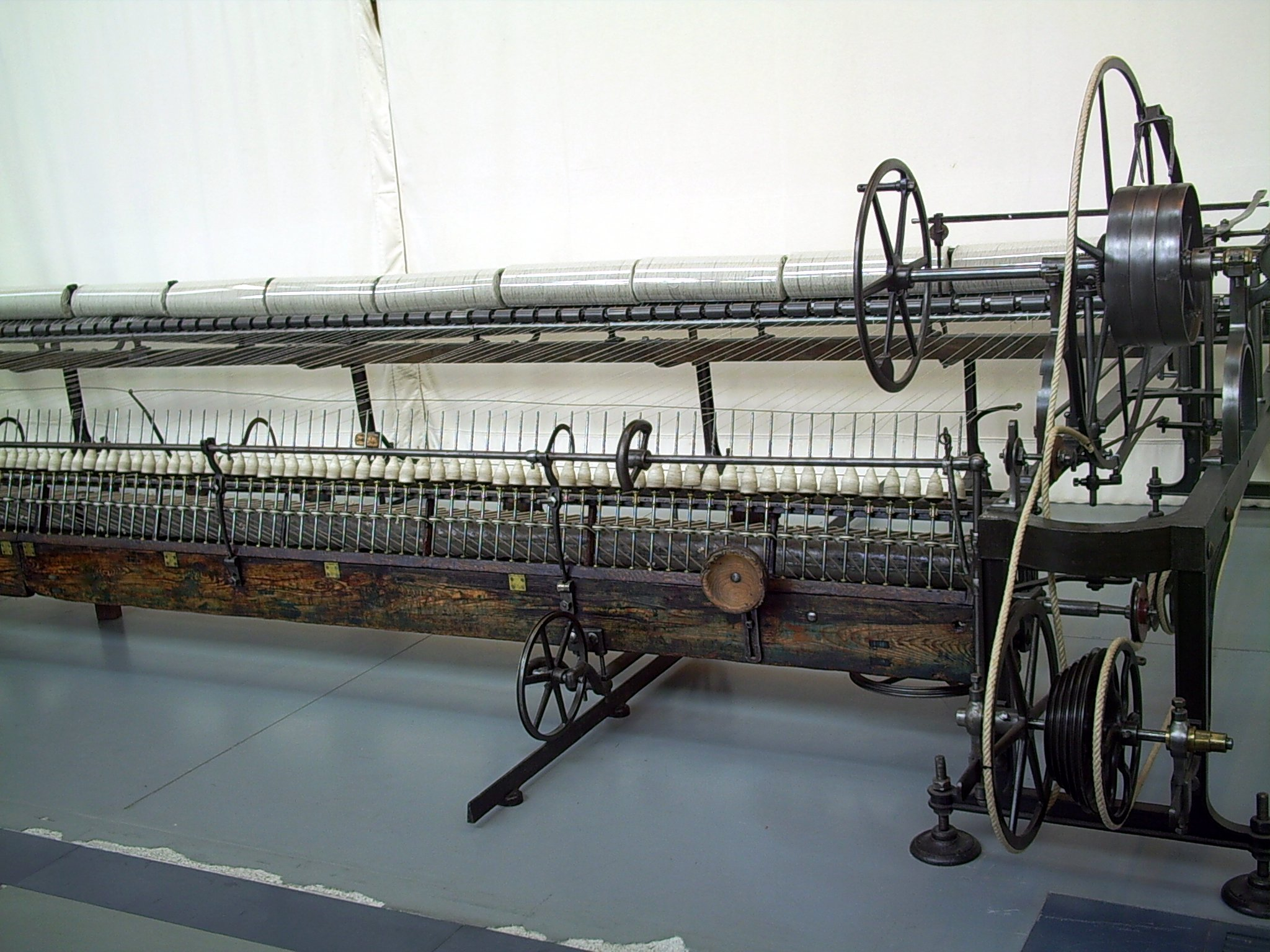
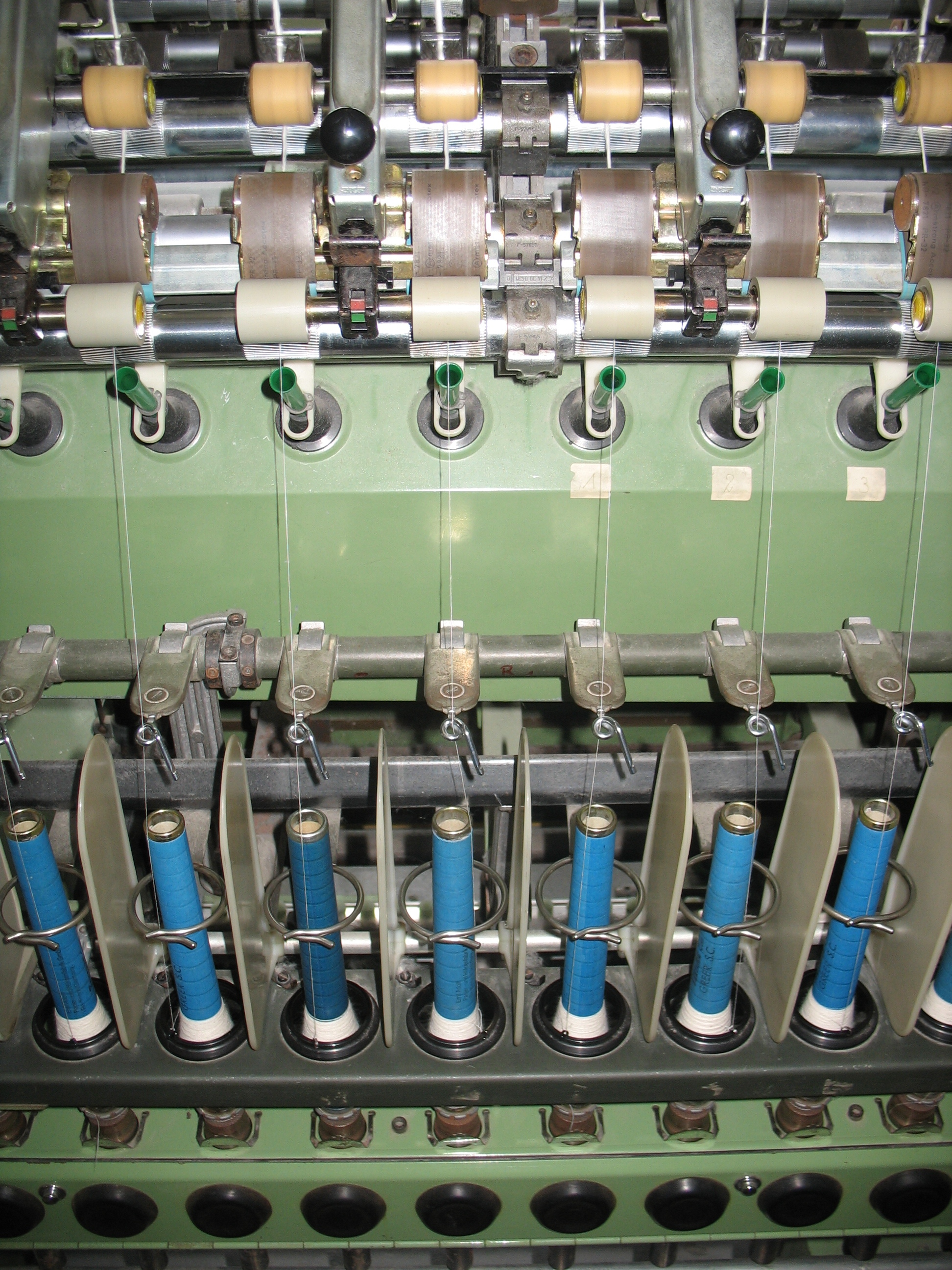